# Nat King Cole

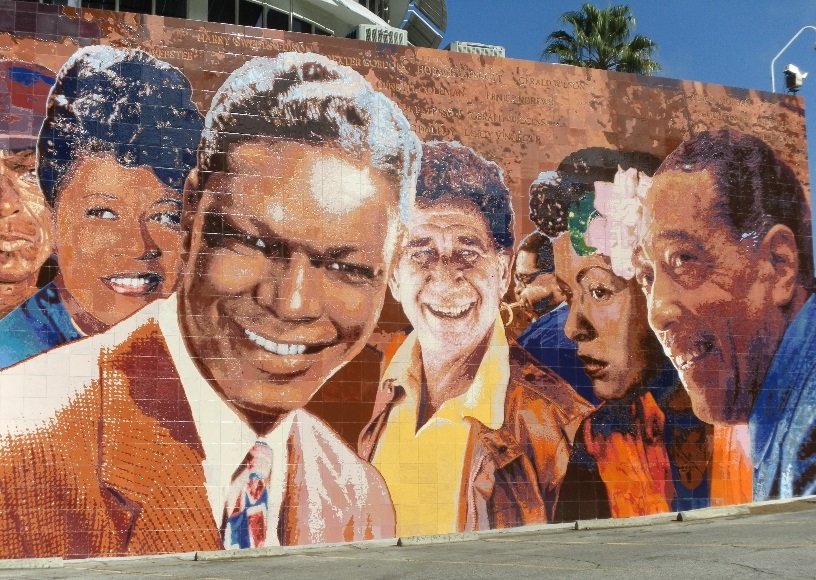
Nat King Cole e.a. op "The house that Nat built", de Capitol Records Building; muurschildering in keramiek

Nathaniel Adams Coles (Montgomery, 17 maart 1919 – Santa Monica, 15 februari 1965) was een Amerikaanse jazzzanger, pianist en songwriter. Cole wordt algemeen beschouwd als een van de beste mannelijke vocale jazz- en balladvertolkers van de jaren vijftig en zestig.

## Biografie
Nat "King" Cole, zoals hij meestal genoemd wordt, werd in Montgomery (Alabama) geboren. Op vierjarige leeftijd verhuisde het gezin naar Chicago. Nats vader was slager en diaken in de True Light Baptist Church. De jonge Nat werd door zijn moeder, die organist was in de kerk, gestimuleerd om muziek te gaan studeren. Vanaf zijn twaalfde jaar bespeelde ook Nat het kerkorgel en zong hij kerkliederen. Zijn echte interesse ging echter al snel uit naar de jazzmuziek. Zijn ouders konden de belangstelling voor de jazzmuziek niet echt waarderen; jazz werd immers in de nachtclubs gespeeld. De oudste broer van Nat, Eddie, had toen al een bekende jazzband: de 'Rogues of Rhythm'. Nats jongste broer, Freddie, werd later eveneens zanger.
In 1936 vertrok Nat naar Los Angeles. Van 1936 tot 1946 gaf hij zijn naam aan The King Cole Trio (in eerste formatie met Oscar Moore en Wesley Prince). In 1943 nam hij het nummer 'Straighten Up and Fly Right' op, dat zijn eerste nationale hitsong werd. Het nummer baseerde hij op een van zijn vaders preken en op een bekend zwart volksverhaal. Cole werd door zijn trio-opnamen als een van de groten uit de jazzwereld beschouwd.
Vanaf 1945 besloot Nat zijn bijzondere stem ook buiten de jazz te laten horen. Hij ontwikkelde zich meer en meer als (jazz)balladzanger. Zijn herkenbare baritonstem zorgde voor een miljoenenomzet bij platenmaatschappij Capitol. Cole was de superster van de jaren vijftig, en niet alleen in de Verenigde Staten. Vanwege de vele inkomsten die Nat King Cole voor het bedrijf verwierf kreeg de Capitol Records Building aan de Hollywood Walk of Fame de bijnaam The house that Nat built.
Zijn in 1956 uitgebrachte cover van When I Fall in Love bezorgde hem het jaar erop een tweede plaats in de Britse hitlijsten.
Toen hij in 1948 als eerste zwarte Amerikaan een huis kocht in de blanke buurt Hancock Park in Los Angeles vertelden de eigenaren hem dat ze geen "ongewensten" in de buurt wilden. Cole antwoordde: "Ik ook niet. En als ik een ongewenst iemand zie komen, ben ik de eerste die klaagt."
In de jaren veertig was Cole de eerste Afro-Amerikaan met een eigen radioprogramma en in de jaren 1956-1957 had hij als eerste zwarte Amerikaan een eigen wekelijkse televisieshow bij NBC. Onder anderen waren daarin Ella Fitzgerald, Peggy Lee, Sammy Davis jr. en het orkest van Nelson Riddle te gast. De show was populair, maar adverteerders schrokken terug voor de verbinding met een Afro-Amerikaan, wat hem de uitspraak ontlokte "Madison Avenue is afraid of the dark".
Hij trad herhaaldelijk als filmacteur op, onder andere in St. Louis Blues.
Hij was getrouwd met Marie Ellington en had vijf kinderen. Zijn dochter Natalie Cole was zangeres. In de jaren negentig nam zij de cd Unforgettable op, gevuld met liedjes die eerder door haar vader gezongen werden. In het titelnummer worden oude en nieuwe opnamen gemengd zodat Nat en Natalie een duet zingen.
Cole rookte drie pakjes Kool-mentholsigaretten per dag. Volgens Cole droegen de sigaretten ertoe bij dat zijn stem voldoende laag bleef. Om die reden rookte hij voor iedere plaatopname meestal drie sigaretten achter elkaar. In het najaar van 1964 merkte Cole dat hij gewicht verloor. In oktober 1964 werd bij hem longkanker geconstateerd. De verschillende behandelingen, waaronder een kobalttherapie, sloegen niet aan en Nat King Cole overleed begin 1965 op 45-jarige leeftijd in het St. John's Hospital in Santa Monica (Californië). Nat King Cole werd begraven op Forest Lawn Memorial Park in Glendale (Californië).

## Eerbetoon
In 1985 werd hij postuum opgenomen in de Alabama Music Hall of Fame, als een van de eerste drie die in deze erehal werden opgenomen.

## Discografie
- 2009 - Voices of Change, then and now (Capitol; met delen uit de inauguratie speech van Barack Obama)
- 2006 - Unforgettable (Castle)

- 2006 - Best of Nat King Cole (Cherished Class)
- 2005 - Mona Lisa (Pulse)
- 2005 - Christmas Song
- 2003 - Stepping out of a Dream
- 2003 - Nat King Cole at the Sands
- 2003 - In the Beginning
- 2002 - Sharing the Holidays with Nat King Cole and Friends
- 2002 - Nat King Cole at the Sands (heruitgave)
- 2002 - Got a Penny
- 2002 - Embraceable You (Prestige)
- 2002 - Destination Moon
- 2001 - Jazz at the Philharmonic
- 2001 - After Midnight
- 1999 - Live at the Circle Room
- 1996 - Christmas Song (CEMA)
- 1995 - Merry Christmas from Cole & Fitzgerald
- 1995 - Magic of Nat King Cole
- 1995 - Live
- 1995 - Favorite Ballads (Excelsior)
- 1995 - Christmas with Nat and Ella
- 1995 - Christmas Is for Kids
- 1995 - 32 Live Original Songs
- 1994 - Sweet Georgia Brown
- 1992 - Christmas Song
- 1991 - Sweet Lorraine (Huub)
- 1991 - Canta Español (Huub)
- 1990 - Spanish, Vol. 2
- 1990 - Spanish, Vol. 1
- 1989 - Nat King Cole: The Great Films and Shows
- 1989 - Let's Pretend
- 1988 - Christmas with Nat "King" Cole
- 1987 - Unreleased Nat King Cole
- 1984 - Trio Days
- 1981 - Walkin' My Baby Back Home
- 1981 - Nat King Cole: The Cool Cole
- 1978 - Nat King Cole Sings His Songs from "Cat Ballou"
- 1974 - Love Is Here to Stay
- 1971 - White Christmas
- 1969 - There, I've Said It Again
- 1969 - Smile
- 1967 - Thank You, Pretty Baby
- 1967 - Sincerely
- 1967 - Beautiful Ballads
- 1966 - Nat King Cole Sings Hymns and Spirituals
- 1966 - Nat Cole at J.A.T.P., Vol. 2
- 1966 - Nat Cole at J.A.T.P., Vol. 1
- 1966 - Great Ones!
- 1965 - Songs from Cat Ballou and Other Motion Pictures
- 1965 - L-O-V-E
- 1964 - Let's Face the Music!
- 1964 - I Don't Want to Be Hurt Anymore
- 1963 - Where Did Everyone Go?
- 1963 - Top Pops
- 1963 - Those Lazy-Hazy-Crazy Days of Summer
- 1963 - Sings My Fair Lady
- 1963 - Nat King Cole Sings the Blues, Vol. 2
- 1962 - Ramblin' Rose (Capitol)
- 1962 - Nat King Cole Sings the Blues, Vol. 1
- 1962 - More Cole Español
- 1962 - Dear Lonely Hearts
- 1961 - Touch of Your Lips
- 1961 - String Along with Nat "King" Cole
- 1961 - Nat King Cole Sings/George Shearing Plays
- 1960 - Wild Is Love
- 1960 - Tell Me All About Yourself
- 1960 - Nat King Cole at the Sands
- 1960 - Magic of Christmas
- 1960 - Every Time I Feel the Spirit
- 1959 - Welcome to the Club
- 1959 - A Mis Amigos
- 1958 - Very Thought of You
- 1958 - To Whom It May Concern
- 1958 - Swingin' Side
- 1958 - St. Louis Blues
- 1958 - Cole Espanol & More, Vol. 1
- 1957 - This Is Nat "King" Cole
- 1957 - Love Is the Thing (And More)
- 1957 - Love Is the Thing
- 1957 - Live 1957 Broadcast
- 1957 - Lester Young-King Cole Trio
- 1957 - Just One of Those Things (lp)
- 1957 - Just One of Those Things
- 1957 - After Midnight
- 1956 - Piano Style of Nat King Cole (lp)
- 1956 - Piano Style of Nat King Cole
- 1956 - Ballads of the Day
- 1955 - Vocal Classics
- 1955 - Sings for Two in Love (12 inch-lp-versie)
- 1955 - Penthouse Serenade (12 inch-lp-versie)
- 1955 - Nat "King" Cole Sings
- 1954 - Sings for Two in Love (And More)
- 1952 - Penthouse Serenade (10 inch-lp-versie)
- 1952 - Penthouse Serenade
- 1950 - Nat King Cole at the Piano
- 1948 - King Cole Trio, Vol. 3
- 1946 - King Cole Trio, Vol. 2
- 1944 - King Cole Trio (Capitol)

## NPO Radio 2 Top 2000
| Nummers met noteringen in de NPO Radio 2 Top 2000 | '99  | '00  | '01  | '02  | '03  | '04  | '05  | '06  | '07  | '08  | '09  | '10  | '11  | '12  |
| ------------------------------------------------- | ---- | ---- | ---- | ---- | ---- | ---- | ---- | ---- | ---- | ---- | ---- | ---- | ---- | ---- |
| Those Lazy-Hazy-Crazy Days of Summer              | -    | 1980 | -    | -    | -    | -    | -    | -    | -    | -    | -    | -    | -    | -    |
| Unforgettable                                     | 1188 | 1404 | 1555 | 1490 | 1068 | 1469 | 1814 | 1435 | 1572 | 1468 | 1612 | 1800 | 1483 | 1970 |
| When I Fall in Love                               | 1055 | 1534 | 1308 | -    | 1501 | -    | -    | -    | -    | -    | -    | -    | -    | -    |

1. ↑  Een '-' betekent dat het nummer niet was genoteerd en een vetgedrukt getal geeft de hoogste notering van een nummer aan.
2. ↑  Deze tabel is bijgewerkt tot en met de laatste editie (2024).